# Guitare Ostrich
La guitare Ostrich est le nom donné à un accordage particulier d'une guitare qui consiste à avoir toutes les cordes sur la même note (sur 3 octaves). Ce type d'accordage se fait souvent avec la note Ré (D)  mais La dièse (A#) ou Si (B) ont aussi été utilisés.
Le terme vient d'une chanson de Lou Reed et The Primitives, The Ostrich (occasionnellement reprise par New Order en concert), sur laquelle cet accordage est employé. Lou Reed l'appliqua sur son album The Velvet Underground and Nico de 1967, sur les chansons Venus in Furs et All Tomorrow's Parties. D'après une interview avec la batteuse Maureen Tucker (dans What Goes On? N°4), la guitare ostrich de Reed était fretless et fut volée peu de temps après les enregistrements de l'album.

## Accordage sur Ré
```
  1  ----- * descendue à Ré (de Mi à Ré)
  2  ----- * montée à Ré    (de Si à Ré)
  3  ----- * descendue à Ré (de Sol à Ré)
  4  ----- * laissée telle quelle
  5  ----- * montée à Ré    (de La à Ré)
  6  ----- * descendue à Ré (de Mi à Ré)
```